# Zánka
Zánka je vesnice a letovisko v Maďarsku v župě Veszprém, spadající pod okres Balatonfüred. Nachází se u břehu Balatonu, asi 16 km jihozápadně od Balatonfüredu. V roce 2015 zde žilo 794 obyvatel, z nichž jsou 89,7 % Maďaři, 5,2 % Němci a 0,7 % Romové.
Sousedními vesnicemi jsou Balatonakali, Balatonszepezd, Köveskál, Monoszló a Tagyon.